# Бьеласница (гора)
Бьеласница — гора на территории общины Требине в Республике Сербской. Высота горы составляет 1 396 метров над уровнем моря. У подножья горы протекает река Требишница. Сама гора частично располагается на Поповом полье. Вокруг находятся множество сел, а на горе покинутое жителями село Корпати. В 1903 году австро-венгерские власти проложили к ней дорогу. В 1981 году она была реконструирована и превращена в магистраль. соединяющую Требине и западную Герцеговину.